# Соня Орбух
Соня Шейнвальд Орбух (уроджена Сара Шейнвальд, нар. 24 травня 1925 — пом. 30 вересня 2018) — американська педагогиня Голокосту. Під час Другої світової війни вона була борцем єврейського Опору на сході Польщі.
Орбух ховалась у лісах Польщі зі своєю родиною під час Другої світової війни. Щоб вижити, її перейменували на Соню, і вона вступила до Червоної армії та допомогла боротися проти німців. Після закінчення війни вона повернулася додому, де познайомилася зі своїм майбутнім чоловіком. Після народження дочки в таборі для біженців у Німеччині сім'я врешті-решт емігрувала до США.
Решту життя вона провела, захоплюючись громадськими справами. Вона розповідала про свій досвід і в 2009 році опублікувала свою автобіографію «Тут немає таємниць: відважна боротьба жінки проти гітлерівців та її солодке виконання американської мрії».

## Раннє життя
Сара Шейнвальд народилася 24 травня 1925 року і виросла в місті Любомль (нині — районний центр у північно-західній частині Волинської області) місто приблизно за 320 кілометрів на південь від Варшави (Польща), де проживала велика частка єврейського населення.

## Друга світова війна
Друга світова війна вибухнула в 1939 році, коли їй було 14 років. Пакт Молотова — Ріббентропа розділив Польщу між Німеччиною та Радянським Союзом, а її рідне місто потрапило під радянський контроль. Через два роки операція «Барбаросса» змусила євреїв Любомля потрапити до єврейського гетто. Вісім тисяч євреїв постраждали, внаслідок чого почалася сутичка, щоб самозахиститися, втекти чи сховатися. Сара не могла приєднатися до партизанської групи брата через свою стать, вона ховалася в лісі разом з батьками та дядьком взимку з 1942 по 1943 роки, перебуваючи у русі Опору і залишаючись голодними, холодними та нечистими від вошей.
В обмін на знання дядька про місцевість, радянські партизани прийняли їх і Сару перейменували на Соню, на кшталт українки чи росіянки. Вони жили в лісовому таборі та приєднувались до партизанів у діях диверсій та Опору. У 1944 році її призвали до лав Червоної армії. Під час подібного переховування її мати померла від тифу. Соня надавала допомогу пораненим, не маючи попередньої медичної підготовки.

## Повоєнний період
З травня 1945 року і до кінця війни вона знову опинилася в Любомлі, працюючи на пошті. Того ж року вона вийшла заміж за колишнього польського кавалерійського офіцера Ісаака Орбуха з яким познайомилася в Холмі відразу після війни. Тільки 50 з первісних 8000 жителів (переважно євреїв) її міста вижили. Після залишення табору біженців у Зайльсхаймі поблизу Франкфурта (Німеччина), де вона народила доньку, сім'я переїхала до Нью-Йорка в лютому 1949 року, де Орбух народила сина Пола. Згодом вона переїхала до Північної Каліфорнії зі своєю родиною.
Вона ділилась спогадами у своїх публічних бесідах а в 2009 році опублікувала свою автобіографію Here: No Are Sarahs: A Woman of Courageous Battle Against Nacists and Her Bittersweet iFulfillment of the American Drea, яка написаної у співавторстві з Фредом Розенбаумом .
Перед тим, як вона померла, Орбух розмірковувала про ступінь Опору євреїв: "Чи можна було всім боротися, переховуючись у лісі аби вижити, чи, не було. Її брат не вижив, дядько не вижив, але, тим не менше, вона відчувала, що «кожна людина в гетто билася по-своєму».
Сара Орбух померла 30 вересня 2018 року. Некрологи про її смерть вийшли чи не у всьому світі, включаючи США, а також країни Азії та Європи.

## Публікації
- Here, There Are No Sarahs: A Woman's Courageous Fight Against the Nazis and Her Bittersweet Fulfillment of the American Dream. Gatekeeper Press, Columbus, 2009. ISBN 978-1-57143-130-1 (With Fred Rosenbaum)